# Sistema Integrado de Transporte de Arequipa
El Sistema Integrado de Transporte (SIT) de Arequipa es un proyecto peruano enfocado en la movilidad urbana masiva de la ciudad. Conecta distintos medios de transporte con aspectos operativos, físicos y tecnológicos alineados, lo que permite ofrecer una tarifa integrada y una operación supervisada para cubrir toda la ciudad de manera eficaz.
En su fase inicial, el SIT contará con 79 rutas integradas y dispondrá de sistemas de información para usuarios, recaudación y un centro de control con tecnología avanzada. El sistema se complementará con rutas subalimentadoras para ampliar su cobertura. Se espera que se reduzcan las emisiones contaminantes y que mejoren la seguridad vial y el espacio público, lo que beneficiará a la ciudadanía.
Con el apoyo de organismos internacionales como el BID, EMBARQ y CAF, la ciudad lleva planificando desde el año 2000. La Ordenanza Municipal 640-2010-MPA, en consonancia con el Reglamento Nacional de Administración de Transporte, estableció la estructura y el alcance del SIT para su  inauguración estimada en 2025.

## Historia

### Antecedentes
Durante la década de 2000, el sistema de transporte en Arequipa presentó desafíos, tales como un extenso alcance geográfico y superposición de rutas que incrementaron la congestión. Se buscó evolucionar hacia un esquema más eficiente, estructurando el transporte alrededor de un sistema racionalizado que redujera redundancias y mejorara aspectos como la contaminación ambiental, congestión y experiencia del usuario. Los estudios preliminares comenzaron en 2002. Entre 2006 y 2009, se propuso la creación de un corredor vitrina.
En 2009, la administración municipal anunció planes para la implementación del sistema de autobuses de tránsito rápido. En marzo de 2010, comenzó la construcción del tramo Sucre-Bolívar.
En 2012, el Ministerio de Transportes firmó un convenio con la Municipalidad de Arequipa para desarrollar el sistema de autobuses de tránsito rápido. En 2013, el ministro de transporte anunció la posible construcción del monorriel de Arequipa, como alternativa a los buses articulados.

### Etapa de licitación
En 2014, el alcalde de Arequipa dio a conocer el plan de licitar las rutas alimentadoras hacia el final del año. En octubre, hubo un debate sobre qué sistema de transporte adoptar, considerando el monorriel y el tren ligero, mientras se descartaba la opción de autobuses de tránsito rápido. El 16 de agosto, el Ministerio de Transporte y la Alcaldía de Arequipa firmaron un convenio para la implementación del proyecto.
El 23 de octubre, el alcalde confirmó que el sistema seleccionado sería el monorriel, y que la construcción empezaría en 2015. Para finales de ese mes, un equipo técnico del poder ejecutivo definiría las rutas y estaciones.
En enero de 2015, el alcalde comunicó que el sistema adoptaría una modalidad mixta, integrando tanto buses articulados como tren ligero. Se anunció que los estudio de factibilidad serían entregados en el mismo mes de enero. Para marzo, estaba prevista la licitación de las rutas con dirección al distrito de Cayma. Posteriormente, en febrero, el alcalde confirmó que las operaciones de los nuevos buses comenzarían en julio. En el mismo mes, el ministro de Transporte oficializó que la construcción del monorriel iniciaría en octubre.

### Licitación de la red de buses
El 11 de agosto de 2015, las autoridades responsables del transporte en Arequipa anunciaron que la primera fase del Sistema Integrado de Transporte (SIT) estaría operativa antes de finalizar el año, excluyendo, sin embargo, la implementación del monorriel.
En noviembre
, el Ministerio de Economía y Finanzas (MEF) emprendió una evaluación de los contratos relacionados con la licitación del SIT. Sin embargo, en marzo del siguiente año, la entidad ProInversión descartó la posibilidad de una iniciativa privada para el monorriel. En ese contexto, se contempló la idea de implementar un sistema de metro subterráneo, dialogando al respecto con la operadora del metro de Santiago de Chile.
A principios de 2016, la entrega de la "buena pro" se pospuso hasta el 30 de junio, debido a coordinaciones entre el MEF y la municipalidad local. En abril, se hizo público que tres empresas mostraron interés en la implementación de un tren ligero en la ciudad. En mayo, una propuesta conjunta de Graña & Montero, Grupo Disco y otros actores emergió para el tren ligero, recibiendo la aprobación del alcalde y posteriormente siendo presentada a Proinversión.
En junio del mismo año, la municipalidad levantó las sanciones administrativas que pesaban sobre los transportistas públicos, facilitando así su participación en la licitación del SIT. Posteriormente, se confirmó que ocho participantes de la licitación cumplieron con los requisitos solicitados. Finalmente, en julio, se determinó que cinco consorcios resultaron ganadores en el proceso de licitación de rutas del SIT, y se anticipó que, a finales de agosto, se llevaría a cabo la ceremonia pública de adjudicación y entrega de la "buena pro" a las empresas triunfadoras.

### Fase de implementación
Fase Preoperativa de la Red de Buses
En la etapa preoperativa, el principal enfoque reside en la optimización de las rutas de transporte público en la Municipalidad Provincial de Arequipa. Durante esta fase, se prioriza la sustitución de vehículos de menor capacidad por aquellos que cumplen con las especificaciones del Sistema Integrado de Transporte (SIT). Los concesionarios tienen la responsabilidad de revisar y mejorar las rutas actuales, a la vez que integran las nuevas rutas del SIT. Se busca eliminar redundancias en los recorridos, permitiendo a empresas ajenas al SIT operar rutas no cubiertas hasta que los concesionarios inicien operaciones. Además, la población puede solicitar rutas adicionales a SITRANSPORTE, y la Municipalidad tiene la facultad de crear o modificar rutas según las necesidades emergentes.
Fase Operativa de la Red de Buses
Con la llegada de la etapa operativa, se inicia el despliegue del nuevo plan de rutas con el objetivo de establecer un transporte urbano más sostenible y eficiente. La Unidad de Negocio C - 1 se espera que opere con toda su flota, con buses adaptados a los nuevos requisitos de accesibilidad. Se realizan cambios en la infraestructura vial, como la designación de paraderos y carriles exclusivos en vías clave. Además, se establecen protocolos claros para garantizar que solo las unidades de negocio aprobadas para el SIT operen y que todas cumplan con los estándares estipulados. Finalmente, se introducen medidas para modernizar el sistema de tarifas y promover la renovación de la flota vehicular conforme a las características técnicas definidas.

### Primera ruta alimentadora en operación

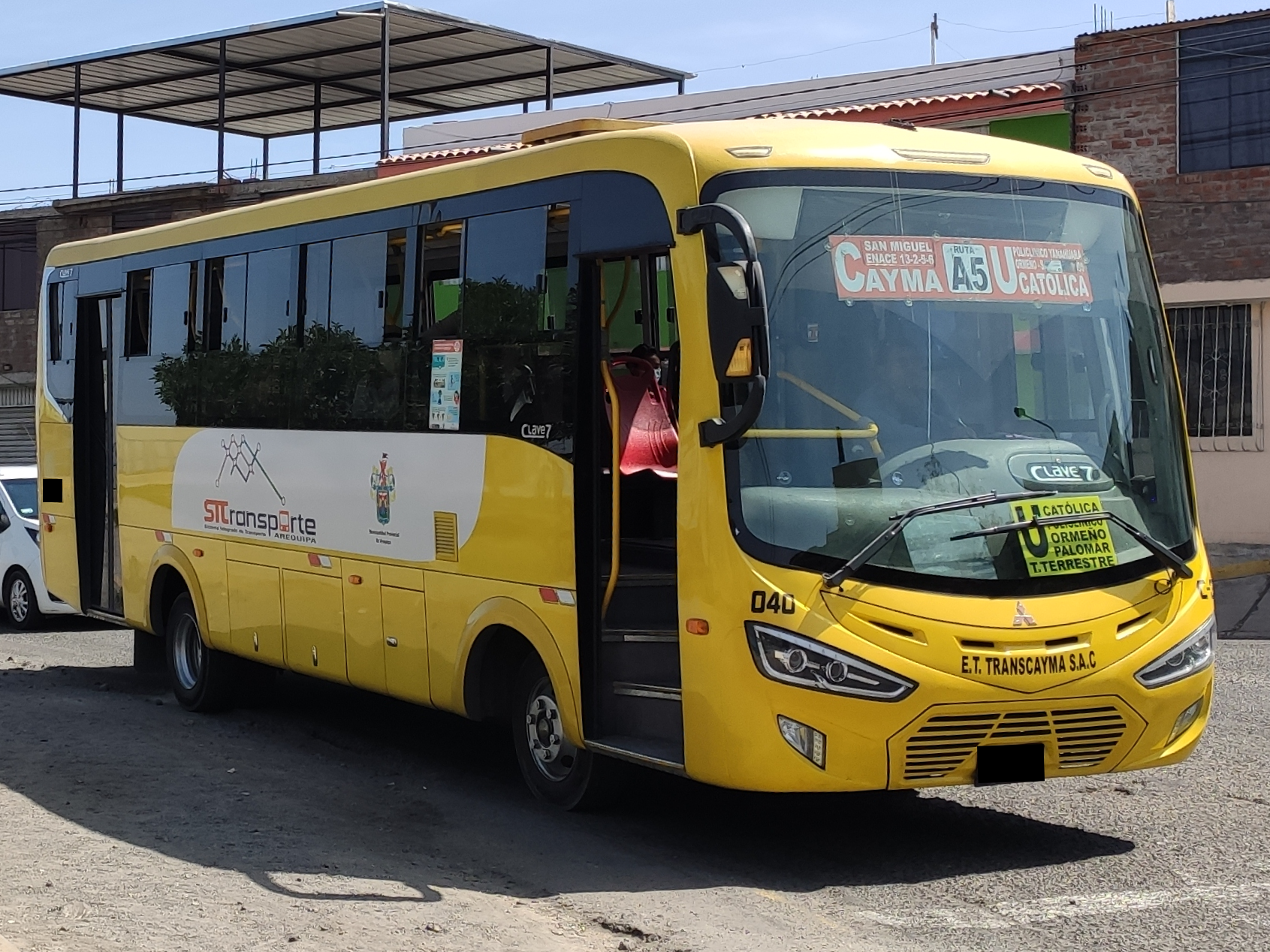
Bus M3 de la primera ruta alimentadora en funcionamiento.

El 30 de mayo de 2019 se da el inicio de la etapa pre-operativa con el funcionamiento de la ruta alimentadora A-5 de la cuenca C - 3, operada por el consorcio TransCayma S.A.C.
La ruta inicia en la Asociación 1 de Junio (Zona B) recorriendo las siguientes zonas: San Miguel, Enace (sectores 13, 2, 5 y 6), Policlínico de EsSalud Yanahuara, Universidad Católica Santa María (UCSM), Av. Salaverry, Urb. Manzanitos, finalizando su recorrido en el Terminal Terrestre de Arequipa y viceversa.
La tarifa del pasaje de esta ruta será la misma que las rutas actuales temporales de la fase pre-operativa del sistema.
Durante la etapa preoperativa, los autobuses del SIT registraron varios accidentes: 8 en 2023 y 13 en 2024. En 2025, se registró otro accidente causado por un autobús que no tenía autorización para circular por la vía pública, en el que falleció una cobradora.

### Buses eléctricos

#### Primera fase

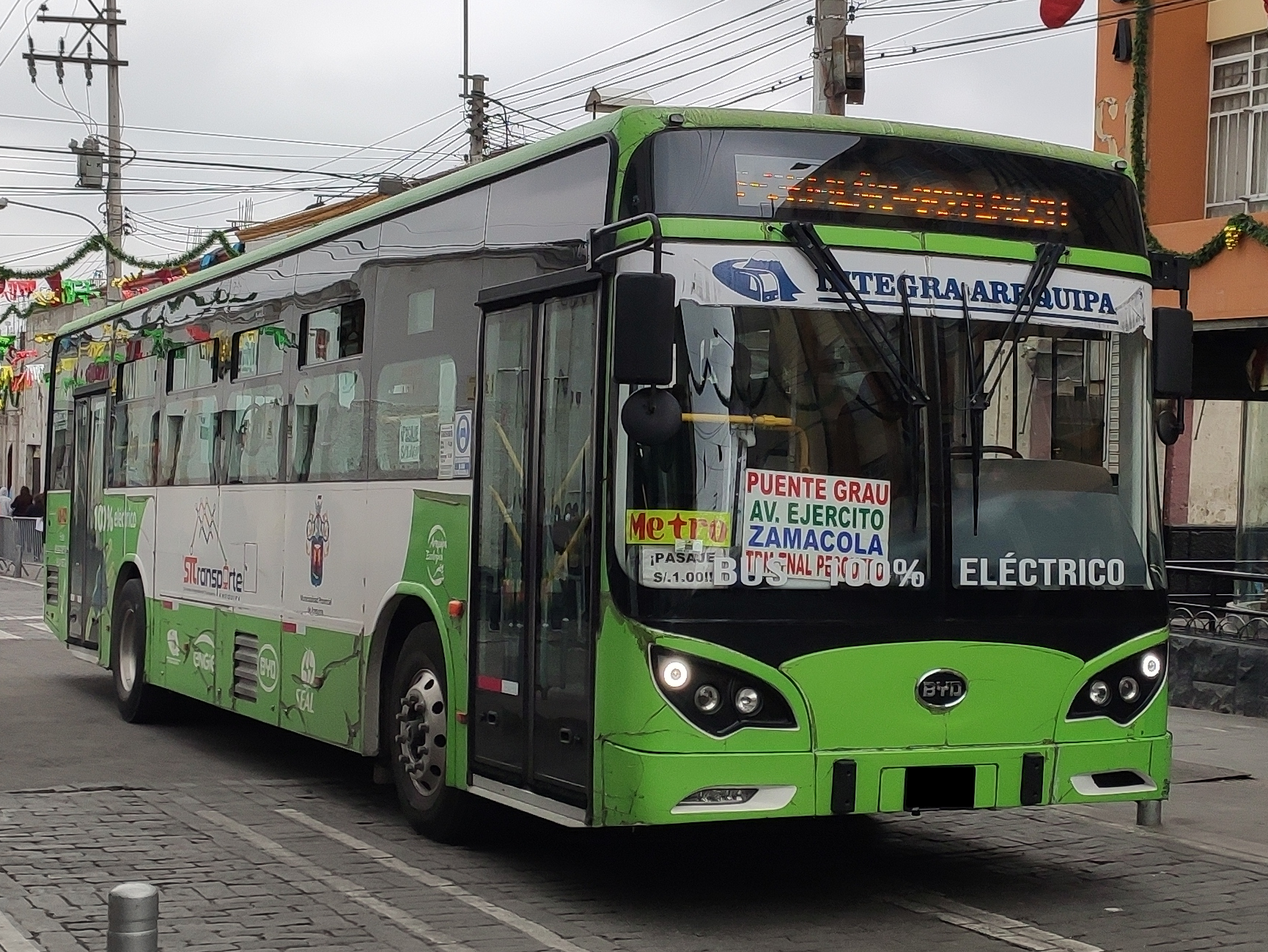
Bus eléctrico BYD K9 en Arequipa.

El 19 de diciembre de 2019, la ciudad de Arequipa acogió la llegada del primer bus eléctrico BYD K9. Este vehículo, que formó parte de una prueba piloto, se puso en marcha para evaluar su adaptabilidad en la ruta troncal del sistema integrado de transporte. Durante su operación, el bus recorrió desde el Terminal Pesquero Río Seco hasta diversas zonas clave de la ciudad, concluyendo nuevamente en el terminal de inicio. El BYD K9, con capacidad para 80 pasajeros y una autonomía de 300 km, fue un producto de la firma china BYD. Tras 14 meses de operación, finalizó sus operaciones en febrero de 2021.

#### Segunda fase

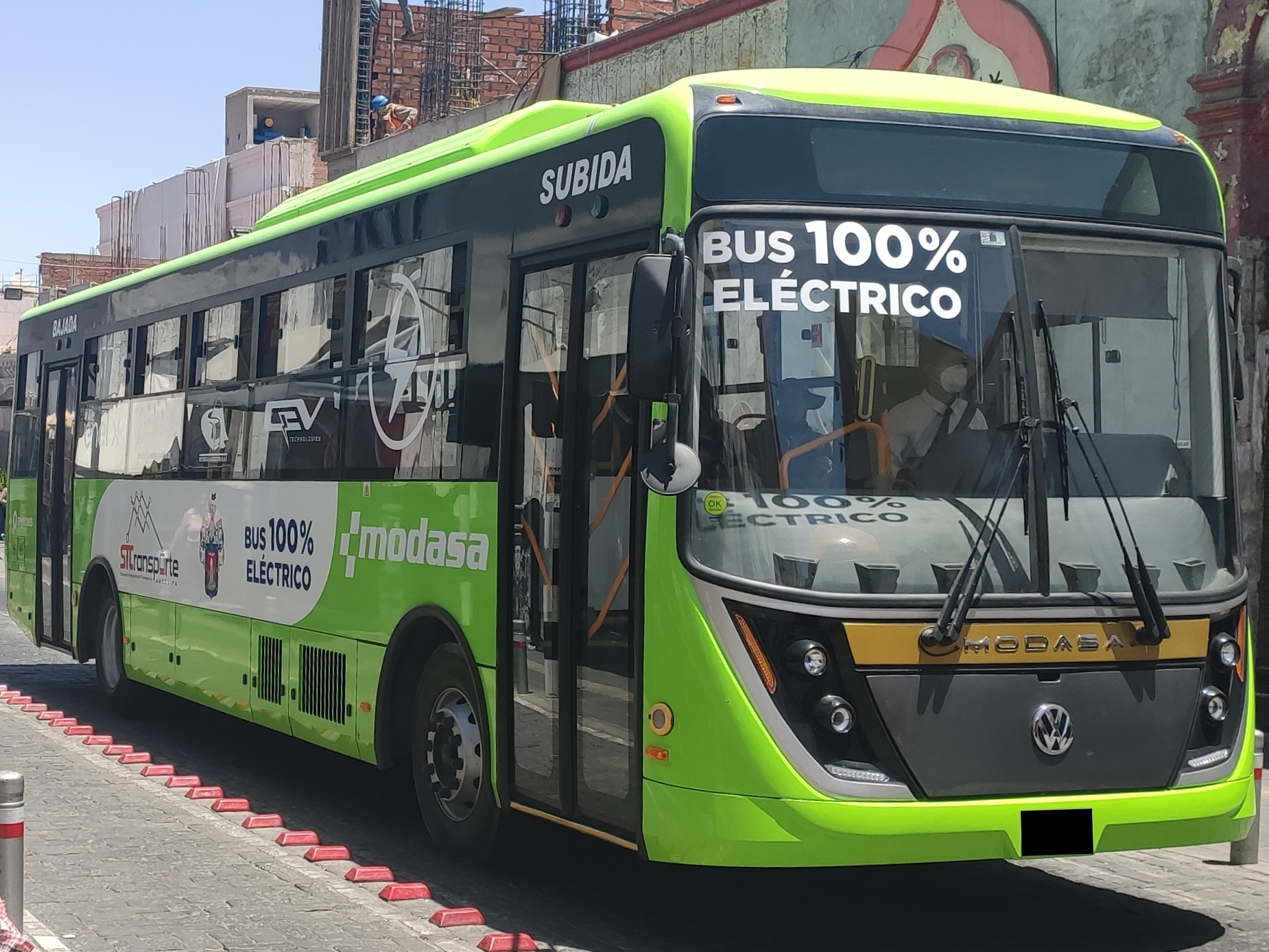
Bus eléctrico Volkswagen Modasa E Titán Urbano en Arequipa.

El siguiente paso en esta iniciativa se dio el 28 de septiembre de 2022, con la introducción del bus eléctrico Volkswagen Modasa E Titán Urbano. Esta unidad, que formó parte de la segunda prueba piloto, circuló por la misma ruta que su predecesor. Los paraderos designados para este vehículo se distinguieron por estructuras de color verde limón establecidas por la Municipalidad Provincial de Arequipa. La operación del bus estuvo programada entre las 7:00 a. m. y las 7:00 p. m. Equipado con avanzadas características como sensor de conteo de pasajeros, sistemas de seguridad y purificación de aire, este bus formó parte de una evaluación para determinar la posible adquisición de 114 vehículos similares. El periodo de prueba de este vehículo finalizó el 31 de diciembre de 2022. Si los resultados fueron alentadores y se aprobó el acuerdo propuesto por el consorcio responsable, este tipo bus se incorporaría permanentemente junto a otras 113 unidades en 2023.

## Unidades de negocio

#### Unidades de Negocio de la red de buses
El sistema cuenta con 11 unidades de negocio formadas para el proceso de adjudicación de la operación. Cada unidad de negocio tiene bajo su responsabilidad la operación de un conjunto de rutas. 
| Unidad de negocio | Zona de cobertura                        | Concesionario                           |
| ----------------- | ---------------------------------------- | --------------------------------------- |
| C - 1             | Área Metropolitana                       | Integra Arequipa S.A.C.                 |
| C - 2             | Yura - Cerro Colorado                    | Consorcio Empresarial Cono Norte S.A.C. |
| C - 3             | Cayma                                    | TransCayma S.A.C.                       |
| C - 4             | Miraflores - Alto Selva Alegre           | Unión AQP S.A.                          |
| C - 5             | Mariano Melgar                           | ETRABUS S.A.                            |
| C - 6             | Paucarpata (Miguel Grau)                 | Unión Grau S.A.C.                       |
| C - 7             | Paucarpata (Ciudad Blanca)               | AQP Masivo S.A.C.                       |
| C - 8             | Sabandía - Characato                     | Bus Characato S.A.                      |
| C - 9             | José Luis Bustamante y Rivero - Socabaya | Emarsistran S.A.                        |
| C - 10            | Hunter - Tiabaya - Sachaca               | Megabus AQP S.A.C.                      |
| C - 11            | Cerro Colorado (Pachacútec) - Uchumayo   | Cotum Express S.A.C.                    |

## Componentes del sistema
El Sistema de Transporte Urbano Masivo de Personas (SIT) está estructurado en distintas unidades y entidades que colaboran para garantizar una operación fluida, eficiente y alineada a las normativas vigentes. Estas entidades, cada una con roles y responsabilidades específicas, aseguran que el SIT satisfaga las demandas y expectativas de los usuarios y las partes interesadas. A continuación, se presentan los principales componentes de esta estructura:
- Centro de Control: Encargado de supervisar la operación del SIT conforme a los contratos de concesión, leyes vigentes y normas relacionadas. Programa la operativa del SIT basado en la demanda en diferentes rutas y establece criterios como frecuencia, velocidad y capacidad de los buses. Adicionalmente, gestiona información en tiempo real sobre el sistema y coordina la implementación progresiva de un sistema integrado de semáforos y control de tráfico en zonas clave de la ciudad.
- Unidad de Recaudo: Gestiona la emisión, venta, recarga y validación de medios de acceso al SIT, y supervisa los ingresos generados hasta su entrega a la entidad fiduciaria.
- Unidad de Información al Usuario: Diseña y gestiona el sistema de información y comunicación para los usuarios del SIT.
- Operadores de Transporte: Agrupa empresas que administran y ofrecen servicios de transporte dentro del SIT, conforme a la normativa existente.
- Fiduciario: Entidad financiera y bancaria que administra el fideicomiso, con recaudación gestionada por la Unidad de Recaudo.
- Junta de Operadores: Su propósito es coordinar la operación de cada empresa operadora según los contratos de concesión, garantizando un servicio integrado, continuo y eficiente que resulte viable y rentable para todas las partes involucradas.

### Red de buses
La red de buses del SIT Arequipa, debido a sus características se clasificarán en la siguiente forma:

#### Rutas troncales
Son las delegadas de transportar pasajeros en buses de alta capacidad desde las terminales de transferencia hasta los paraderos troncales y paraderos alimentadores a largo de la vías troncales, circulando por carriles exclusivos o compartidos y con integración física, operacional y tarifaria como principal componente del sistema.
| Código | Desde                                       | Hasta                        |
| ------ | ------------------------------------------- | ---------------------------- |
| BT1    | Terminal Pesquero Río Seco (Cerro Colorado) | Urbanización Lara (Socabaya) |
| BT2    | Terminal Pesquero Río Seco (Cerro Colorado) | Urbanización Lara (Socabaya) |

#### Rutas estructurantes y alimentadoras
Las rutas estructurantes: Son 35 y de acuerdo a sus características brindan un servicio directo con un origen y destino propio, mayormente en las direcciones Este-Oeste de la ciudad de Arequipa. La operación de los recorridos se realizará en buses M3 con pago a bordo y paraderos simples.
Las rutas alimentadoras: Son 43 en total, operarán en la periferia norte y sur de la ciudad de Arequipa. Terminan su recorrido en puntos de transferencia con las líneas “Troncales” (Estaciones de intercambio terminales e intermedios) y operarán con buses M3 con pago a bordo y paraderos simples.

### Sistema de pago y administración financiera

#### Tarifa
Fase Preoperativa
La tarifa del pasaje se paga al abordar la unidad de transporte urbano y solo es válido para realizar un viaje. El precio establecido es de un sol, o la mitad para estudiantes menores de edad. En 2022 los concesionarios criticaron el precio fijo y negociaron una subida a S/ 1.40.
Se permite el uso de la billetera virtual Yape para realizar los pagos, que se han convertido en una práctica común a pesar de las comisiones excesivas. La municipalidad de Arequipa rechazó esta medida y sugirió a los clientes que pagaran en efectivo.
Fase Operativa
La tarifa del pasaje se pagará solo una vez, tendrá una duración de 59 minutos y se podrá realizar tres viajes como máximo.
| Fases          | Pre operativa       | Operativa          | Operativa          | Operativa          | Operativa          |
| Rutas          | Actuales Temporales | Troncales          | Estructurantes     | Alimentadoras      | Sub alimentadoras  |
| -------------- | ------------------- | ------------------ | ------------------ | ------------------ | ------------------ |
| Costo (Soles)  | 1.00                | Por definir        | Por definir        | Por definir        | Por definir        |
| Método de Pago | Efectivo            | Efectivo o Tarjeta | Efectivo o Tarjeta | Efectivo o Tarjeta | Efectivo o Tarjeta |

### Manual de normas gráficas

#### Panel del bus para información del usuario
Los buses deberán poseer paneles externos de información, para suministrar al usuario la información necesaria que le permita identificar rutas, origen y destino de la misma, tipo de servicio y otros.
Panel frontal: Estará delante del bus en la parte superior del parabrisas con una dimensión mínima de 1.20 m de largo x 20 cm de altura y debe contener una Pantalla para visualización luminosa de dos líneas, que debe ser de matriz de leds, u otro superior, que permita al usuario dar lectura de día o noche, de las siguientes variables:
- Código de la ruta en operación.
- Hito que identifica el origen y destino operativo de la ruta.
- Mensajes institucionales requeridos por la MPA - SITRANSPORTE.

Panel lateral: Debe ser ubicado adyacente a la puerta de acceso, con una dimensión mínima, donde debe contener el código y nombre de la ruta.

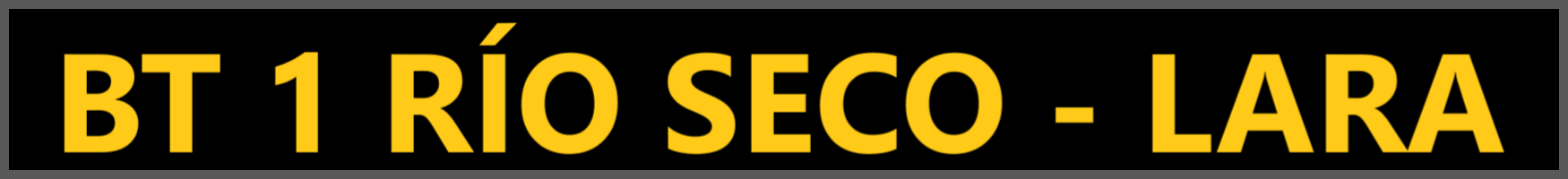
Panel electrónico frontal y lateral de la ruta BT 1.

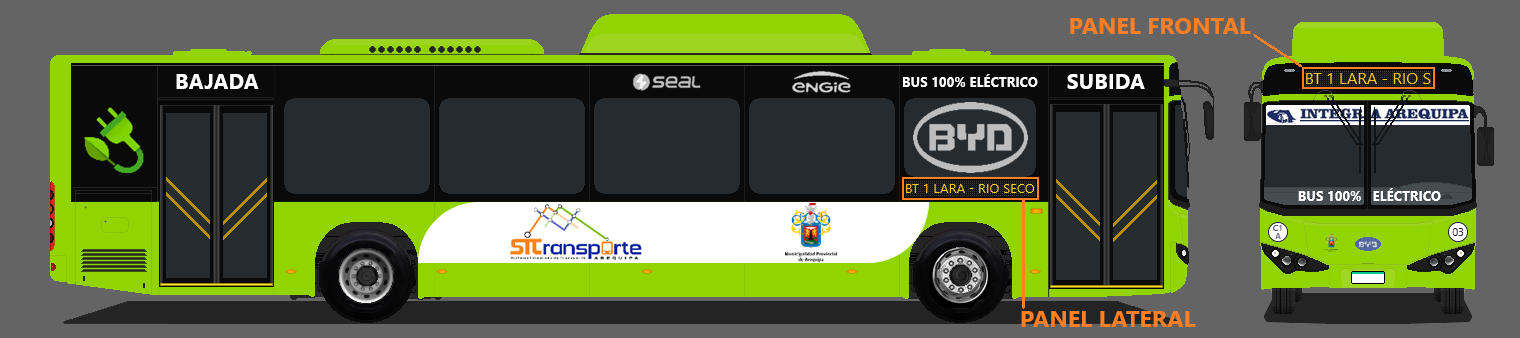
Panel frontal y panel lateral de bus del SIT Arequipa (modelo).

#### Señal de parada
Es una señal de tránsito que indica el lugar de embarque y desembarque de los usuarios del sistema. Debe de contener una imagen del bus, el nombre de la parada del autobús y las rutas que se detienen en ella. Además, contiene el número del paradero y las instrucciones para acceder a la información en tiempo real de la llegada del bus.

## Vehículos

### Buses

#### Características Técnicas Generales[36]
Los buses que operen las rutas troncales, estructurantes, alimentadoras y sub alimentadoras deberán cumplir las siguientes características técnicas:
| Tipo (Según MTC) | Uso (Rutas)                    | Longitud de Vehículo (Metros) | Capacidad (Pasajeros) | Cantidad de Asientos (Mínimo) | Puertas de Servicio (Mínimo)           | Normativa sobre Control de Emisiones (Mínimo) | Antigüedad Máxima Permitida (Años) |
| ---------------- | ------------------------------ | ----------------------------- | --------------------- | ----------------------------- | -------------------------------------- | --------------------------------------------- | ---------------------------------- |
| M2               | Sub Alimentadoras              | 5.0 +- 0.5                    | 12 - 15               | 12                            | 2 (Lado derecho)                       | Euro IV                                       | 5                                  |
| M3               | Alimentadoras y Estructurantes | 7.5 +- 0.5                    | 42 - 50               | 19                            | 2 (Lado derecho)                       | Euro IV                                       | 20                                 |
| M3               | Alimentadoras y Estructurantes | 9.0 +- 0.5                    | 60 - 70               | 24                            | 2 (Lado derecho)                       | Euro IV                                       | 20                                 |
| M3               | Alimentadoras y Estructurantes | 10.5 +- 0.5                   | 80 - 90               | 28                            | 2 (Lado derecho)                       | Euro IV                                       | 20                                 |
| M3               | Troncales                      | 12.0 +- 0.5                   | 100-110               | 35                            | 4 ( 2 lado derecho y 2 lado izquierdo) | Euro IV                                       | 20                                 |

Los buses que cumplan con todas las características técnicas detalladas anteriormente, podrán obtener la Tarjeta de acreditación del sistema integrado de transporte (TAPSIT).

## Empresas operadoras

### Unidades de Negocio
Desde enero de 2024, las empresas concesionarias de los servicios de transporte público urbano de Arequipa ingresarán en la etapa de operación efectiva. Las rutas de la etapa operativa se irán implementado progresivamente desde noviembre de 2022. Las concesiones están operativas desde mayo de 2019 hasta mayo de 2039.
| Unidad | Rutas                                           | N° Vehículos | N° Recorridos |
| ------ | ----------------------------------------------- | ------------ | ------------- |
| C - 1  | BT1 BT2                                         | 114          | 2             |
| C - 2  | A25 A27 A28 A29 A30 A32 A33 A37 A38             | 140          | 9             |
| C - 3  | A5 A26 A31 A34 A36 A39                          | 260          | 6             |
| C - 4  | A14 A15 A40 A41 T13 T14 T15 T16 T17 T18 T38     | 548          | 11            |
| C - 5  | A43 T7 T8 T35                                   | 132          | 4             |
| C - 6  | T3 T4 T5 T11 T32 T33                            | 240          | 6             |
| C - 7  | A7 A10 T6 T9 T12 T37                            | 322          | 6             |
| C - 8  | A6 A21 T1 T2                                    | 150          | 4             |
| C - 9  | A11 A12 A13 A18 A35 A44 T22 T23 T36             | 236          | 9             |
| C - 10 | A19 A20 A22 A42 T19 T20 T21 T26 T28 T29 T30 T31 | 255          | 12            |
| C - 11 | A1 A2 A3 A4 A8 A9 A17 A24 T24 T25               | 193          | 10            |

## Infraestructura complementaria y mobiliario urbano

### Infraestructura Vial

#### Carriles exclusivos
Son ejes viales que serán utilizadas exclusivamente para el tránsito de los buses eléctricos de 12 metros de la ruta troncal BT-1
- Calle Bolívar - Calle Sucre (Cercado)
- Calle San Juan de Dios - Calle Jerusalén (Cercado)
- Avenida Daniel Alcides Carrión

#### Carriles compartidos
Son ejes viales donde los buses eléctricos de la ruta BT 1 (Río Seco - Lara) transitarán por el carril solo bus y los autos particulares solo circularán por el lado izquierdo, con excepción de la Avenida Perú (altura del Centro Comercial La Isla) donde los buses transitarán y desembarcarán por el lado izquierdo de la vía.

### Mobiliario Urbano

#### Paraderos Troncales
Son piezas de mobiliario urbano, complementario a la infraestructura del Sistema Integrado de Transporte, los cuales están ubicados a lo largo de la ruta troncal y son usados para el embarque o desembarque de los buses eléctricos de la Unidad de Negocio C-1A. Están espaciados aproximadamente cada 300 a 400 metros y sirve para el ingreso a la troncal.
Cumplen la función de establecer los puntos de parada para los buses y a su vez, los puntos de abordaje, descenso y transbordo para los pasajeros que hacen uso de las rutas troncales.

##### Paraderos de Intercambio (Terminales)
Están ubicados en los extremos de la ruta troncal, tienen la función de concentrar a los pasajeros que llegan de las rutas alimentadoras provenientes de las expansiones del norte y sur de la ciudad.
- Estación Norte de Río Seco (Cerro Colorado): Ubicado en la Avenida Aviación (altura del Terminal Pesquero).
- Estación Sur de Lara (Socabaya): Ubicado en la Avenida Salaverry (altura de la Urbanización Lara).

##### Paraderos de Intercambio (Intermedios)
Tienen una ubicación intermedia, a lo largo de las rutas troncales, sin embargo tienen la particularidad de ser más grandes, debido a que integra la ruta troncal a un porcentaje significativo de pasajeros que llegan a través de otras rutas alimentadoras provenientes de diferentes distritos de la ciudad.

#### Paraderos Estructurantes y Alimentadores
Son piezas de mobiliario urbano, complementario a la infraestructura del Sistema Integrado de Transporte, los cuales están ubicados a lo largo de las rutas alimentadoras y estructurantes, y son usados para el embarque o desembarque de las que alimentan la troncal. Están espaciados aproximadamente cada 300 a 400 metros.
Cumplen la función de establecer los puntos de parada para los buses y a su vez, los puntos de abordaje, descenso y transbordo para los pasajeros que hacen uso de las rutas estructurantes y alimentadores.